# Dessin d'ensemble

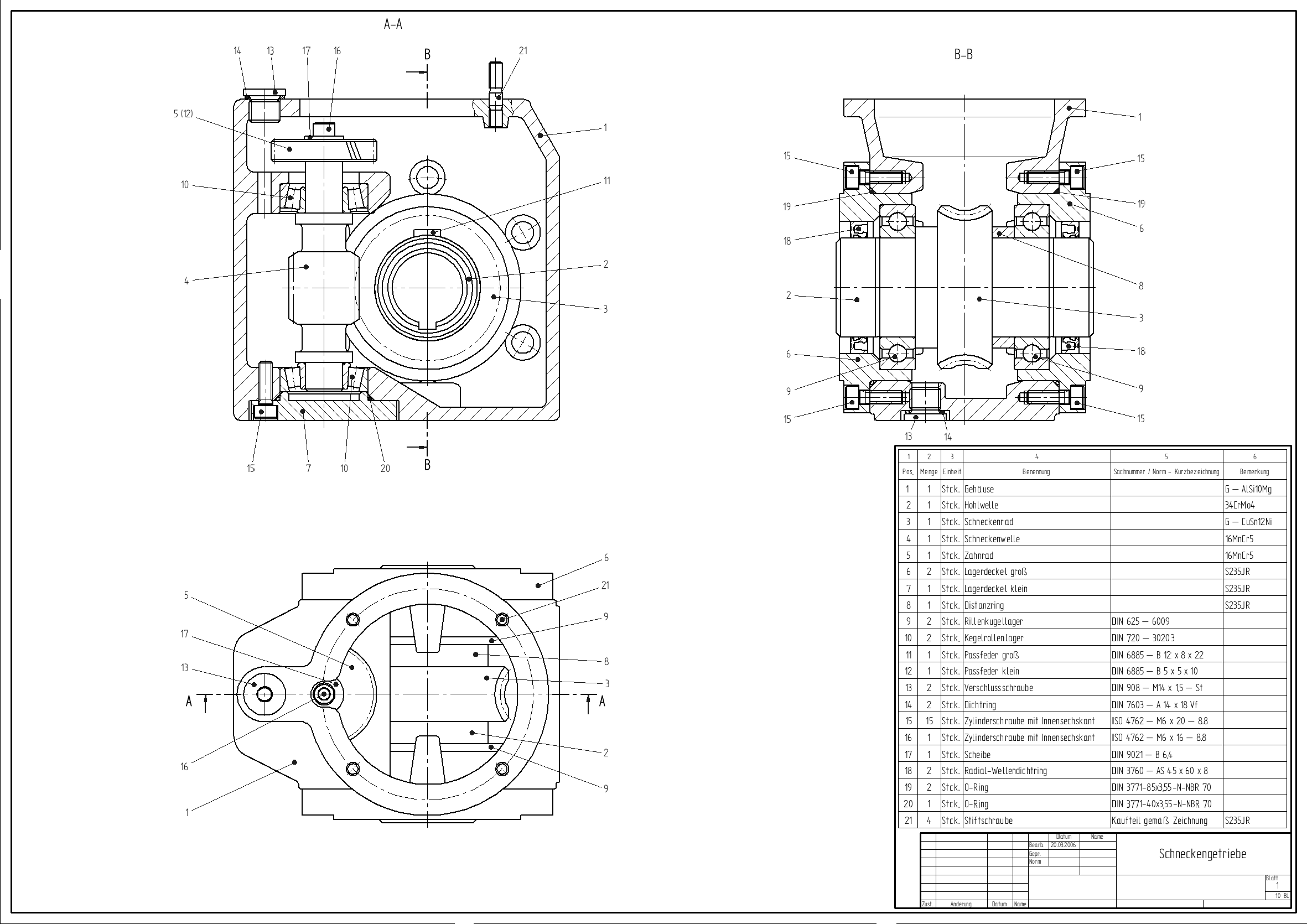
Dessin d'ensemble, en bas à droite le cartouche et la nomenclature

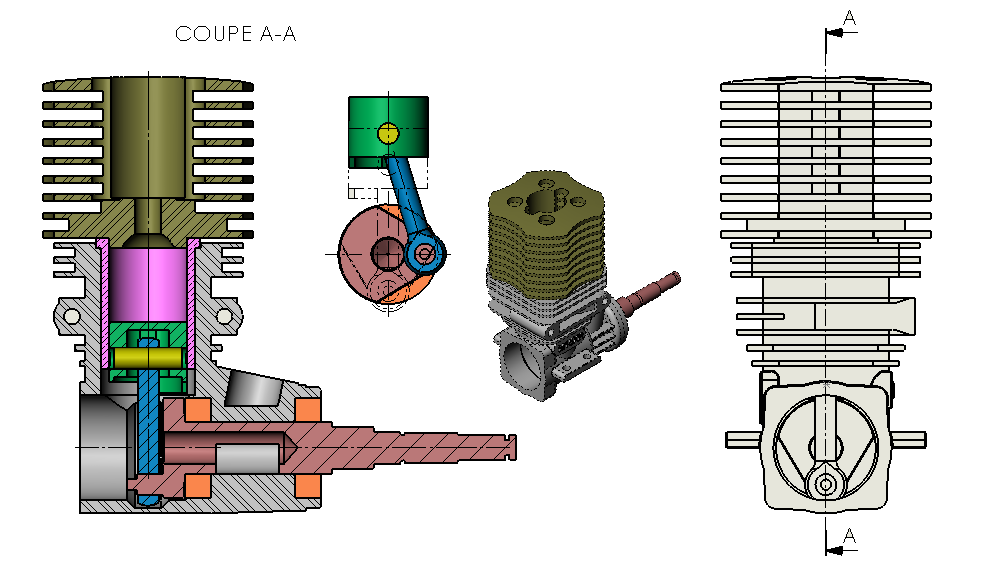
Mise en plan automatique d'un modèle 3D

En dessin technique, un dessin d'ensemble est la représentation d'un mécanisme complet (ou partiel) permettant de situer chacune des pièces qui le composent. Les pièces sont dessinées, à une échelle dépendant des dimensions réelles du mécanisme et de la feuille accueillant le dessin, à leur position exacte (assemblées), ce qui permet de se faire une idée concrète du fonctionnement du mécanisme.
Un dessin d'ensemble est le plus souvent accompagné d'une nomenclature proposant une désignation de chaque pièce, sa matière, son nombre d'occurrences, son procédé d'élaboration et éventuellement des informations internes à l'entreprise.
Les logiciels de conception (CAO) permettent aujourd'hui l'édition automatique de ce document à partir de la définition volumique des assemblages. Les logiciels de dessin (dessin assisté par ordinateur) offrent des possibilités de reprises plus aisées et des archivages nettement simplifiés.
Plus que la représentation des systèmes techniques, le dessin d'ensemble est un outil permettant sur le papier la validation de solutions technologiques (problèmes de montage, encombrement, interférences...).
Les dessins de définition des pièces sont alors extraits à partir de ce document. Ce qui explique l'usage des calques (ce terme étant lui-même repris en DAO).

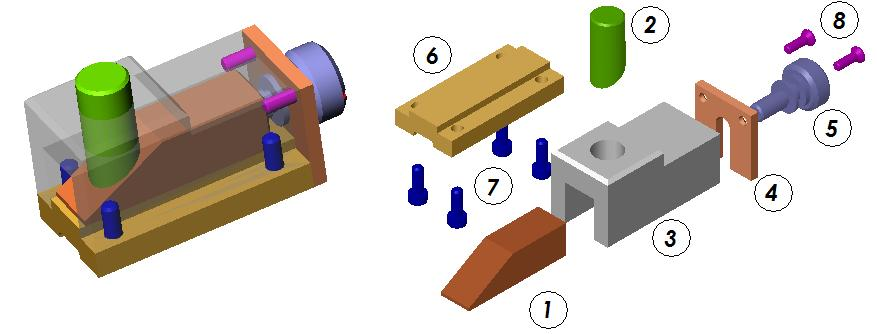
Ensemble monté et éclaté (d'une butée réglable)

Le dessin d'assemblage est un dessin d'ensemble montrant toutes les parties et groupes d'un produit complètement assemblé, et qui permettra la réalisation correcte de l'assemblage (vue en éclaté). Il est aussi utilisé pour la maintenance des mécanismes.